# Löftets kyrka
Löftets kyrka är en tidigare kyrkobyggnad i Solna kommun, med adress Storgatan 27 i Huvudsta.

## Kyrkobyggnaden
Byggnaden är uppförd av tegel och slammad med ädelputs och är ritad av arkitekt Carl-Ivar Ringmar. 1960 påbörjades bygget av Löftets kyrka och 23 april 1961 invigdes den av biskop Helge Ljungberg. Den tillhörde Solna församling i Stockholms stift. När Solna och Råsunda församlingar slogs samman 2008 bedömdes kyrkan vara överflödig. Den hyrdes därefter ut till olika samfund, som Agape församling. Byggnaden såldes 2014 och inrymmer olika kommersiella företag.   

## Interiör
Kyrkan rymmer 200 personer. Kyrkorummet är ljust och präglas av väggarnas grå färgton. De högt sittande fönstren är grått färgade. På korväggen hänger ett kors med Kristusmonogram som är utfört i sprängt konstglas. En metallram omsluter monogrammet. Dörren mellan kyrkorummet och sakristian är formgiven av konstnären Sture Svenson och skapad av konstsmeden Gunnar Hult.

## Inventarier
- Altarsilver, nattvardssilver och dopskål är skapade av de båda silversmederna Georg Bohlin och Bengt Liljedahl.
- Altaret består av en kalkstensskiva med fem konsekrationskors. Benen som bär upp skivan är av ek. På altaret står ett silverkors.
- Vid korets södra sida står en dopfunt av kalksten.
- En predikstol av ek står vid norra sidan.

### Orgel
- 1962 byggde Åkerman & Lund, Knivsta en orgel med 11 stämmor, två manualer och pedal.
- Den nuvarande orgeln flyttades hit 1989 från Solna kyrka av Jan Börjeson Orgelvård AB, Stockholm. Orgeln byggdes 1966 av Åkerman & Lund, Knivsta och är en mekanisk orgel.

| Huvudverk I    | Svällverk II        | Pedal            | Koppel |
| Principal 8'   | Gedackt 8´          | Subbas 16´       | I/P    |
| Rörflöjt 8'    | Fugara 8'           | Principal 8'     | II/P   |
| Oktava 4'      | Principal 4'        | Gedacktpommer 4' | II/I   |
| Koppelflöjt 4' | Rörflöjt 4'         | Nachthorn 2'     |        |
| Oktava 2'      | Waldflöjt 2'        | Fagott 16'       |        |
| Nasat 1 1/3'   |                     |                  |        |
| Mixtur 5 chor  | Scharfcymbel 5 chor |                  |        |
| Trumpet 8'     | Dulcian 16'         |                  |        |
|                | Oboe 8'             |                  |        |
|                | Tremulant           |                  |        |
|                | Crescendosvällare   |                  |        |

## Klockstapeln
Några meter nordväst om kyrkan står en klockstapel som är en öppen konstruktion av trä och betong. I stapeln hängde tre klockor ovanför varandra. Dessa är numera avlägsnade.